# Cruthin
Los Cruthin (Antiguo irlandés, AFI: [ˈkɾˠʊθʲɪn̠ʲ]: ; Irlandés Medio: Cruithnig o Cruithni; Irlandés Moderno: Cruithne [ˈkɾˠɪhn̠ʲə]) fue un pueblo de la Irlanda alto medieval que ocupaba partes de los actuales condados de Antrim, Laois, Galway, Londonderry y Down. Su nombre es el equivalente irlandés de Priteni más conocidos por la forma latina Picti. A pesar de esto, se mantenía cierta distinción por los autores irlandeses que escriben en latín.
Los Cruthin comprendían varios túatha (territorios), invluyendo los Dál nAraidi de Antrim y los Uí Echach Cobo de Down. Las fuentes tempranas preservan una distinción entre los Cruthin y los Ulaid, que dieron su nombre al reino, pese a que los Dál nAraidi más tarde reclamarían en sus genealogías ser na fir Ulaid, significando "el pueblo Ulaid". Los Loígis, que dieron su nombre al Condado Laois en Leinster, y los Sogain de Connacht se definen también como Cruthin en las primeras genealogías irlandesas.
En torno a 773, los anales dejaron de utilizar el término Cruithne en favor del de Dál nAraidi, que se habían asegurado su dominio sobre los Cruthin.

## Etimología
En escritos desde Irlanda, el nombre Cruthin, Cruthini, Cruthni, Cruithni o Cruithini (Moderno irlandés: Cruithne) era usado para referirse tanto a los habitantes que vivían junto a los Ulaid en el Úlster oriental como a los Pictos de Escocia. Se acepta generalmente que deriva de *Qritani, la versión Goidelica/Q-Celta de la Britana/P-Celta *Pritani. De ahí viene Britanni, el nombre Romano para aquellos ahora llamados Britanos. Ha sido sugerido que Cruthin se refería a todos los britanos no conquistados por los romanos—aquellos que vivían fuera de la Britania Romana, norte del muro de Adriano.

## Relación con los Pictos
Los primeros escritores irlandeses utilizaron el nombre Cruthin para referirse a los irlandeses del noreste y a los Pictos de Escocia. Así mismo, la palabra gaélica escocesa para Picto es Cruithen o Cruithneach, y para Pictland es Cruithentúath. Así, se ha sugerido que Cruthin y Pictos era las mismas personas o estaban relacionadas de alguna manera. El profesor T. F. O'Rahilly propuso que los Qritani/Pritani fueron los primeros Celtas en habitar las islas británicas y les describe como "los habitantes más antiguos de estas islas a quienes se les puede asignar un nombre". También se ha sugerido que Cruthin fue el nombre utilizado para referirse a todos los Britanos no conquistados por los romanos —aquellos que vivían fuera de la Britania Romana, norte del muro de Adriano.
Otros expertos discrepan, señalando que, a pesar de que Cruthin solía traducirse al irlandés como Picti, Picti nunca fue utilizado para traducir Cruthin al latín. Dáibhí Ó Cróinín cree que la "idea de que los Cruthin eran 'Pictos irlandeses' y de que estaban estrechamente conectados con los Pictos de Escocia es bastante equivocada" mientras que el Profesor Kenneth H. Jackson ha dicho que los Cruthin "no fueron Pictos, tuvieron ninguna conexión con los Pictos, lingüística o de otro tipo y nunca son llamados Picti por escritores irlandeses". Los Cruthin no puede ser distinguidos de sus vecinos por arqueología. Los registros muestran que los Cruthin llevaban nombres irlandeses, hablaban irlandés y seguían el sistema irlandés de herencia por derbfine en lugar del sistema matrilineal a veces atribuido a los Pictos.
Se ha sugerido que los Cruthin no era cómo ellos se llamaban a sí mismos, sino cómo los llamaban sus vecinos.

## Relación con Dál Riata
Dál Riata fue un reino gaélico que incluía partes de Escocia occidental e Irlanda nororiental. La parte irlandesa del reino se ubicaba en mitad del territorio Cruthin. El historiador Alex Woolf ha sugerido que Dál Riata era parte de los Cruthin, y que descendían de los Epidii.